# A-2フライトジャケット

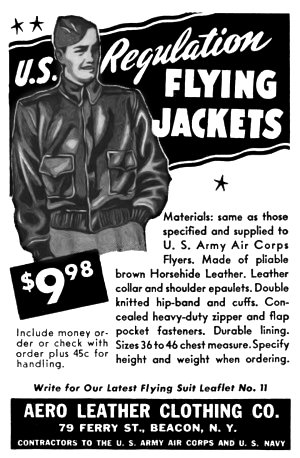
A classic advertisement for an A-2 jacket.

A-2フライトジャケット (Type A-2 leather flight jacket) とは、第二次世界大戦中のアメリカ陸軍航空隊の飛行兵に着用された軍用フライトジャケットである。略式にボマージャケットとも呼ばれたが、そのオリジナルの呼称は「夏期パイロットジャケット」であり、戦時中は操縦士にも爆撃機勤務の搭乗員にも着用が限定されていなかった。飛行兵達は自らのジャケットを、飛行中隊章や、背中に丹念に描き込んだアートワークで飾ることが多かった。
独立の「アメリカ空軍」が結成されたのは第二次世界大戦終結後。それまでは陸軍の航空部隊だった。

## 歴史
A-2型飛行用ジャケットは、アメリカ陸軍航空隊により、1927年に採用されたA-1型飛行用ジャケットの後継として制式化された。型式呼称表では、軍務に用いるに当たっての試験の日付を1930年9月20日と記録しており、制式化（標準的な任務に採用される）は1931年5月9日だった。A-2型のための軍仕様番号は94-3040である。製図用番号は30-1415が与えられた。
1943年4月27日、A-2は限定採用品に指定された。これは勤務中の部隊が補充品としてだけ発注できることを意味していた。新設部隊は、B-10型かB-15型のような布製ジャケットを支給されることになっていた。アメリカ陸軍航空隊のClass 13カタログでは、この衣服を「ジャケット、飛行用、型式A-2」として簿載し、スペックナンバー94-3040を付記している。カタログではジャケットの構成を、「防水した茶色の馬のなめし皮、編まれた袖口覆い、および腰帯（裾）」と記述している。構成上はA-1と同様であるが、A-1の前中心のボタンはジッパーに、ポケットフラップのボタンは隠されたドットボタンに変更している。（最初の(3)つの契約にはボタンポケットの閉鎖があった。）A-1ではリブ製の立った襟はボタン+ループで止められていたが、A-2では、シャツカラーの革製の襟と、隠れた留め金、および喉の位置に設けられた鉤ホック方式の掛け金に変更された。肩部分にはエポレットもデザインに追加された。サイズは、32から54まで、2インチピッチで登録された。

## デザインと構造

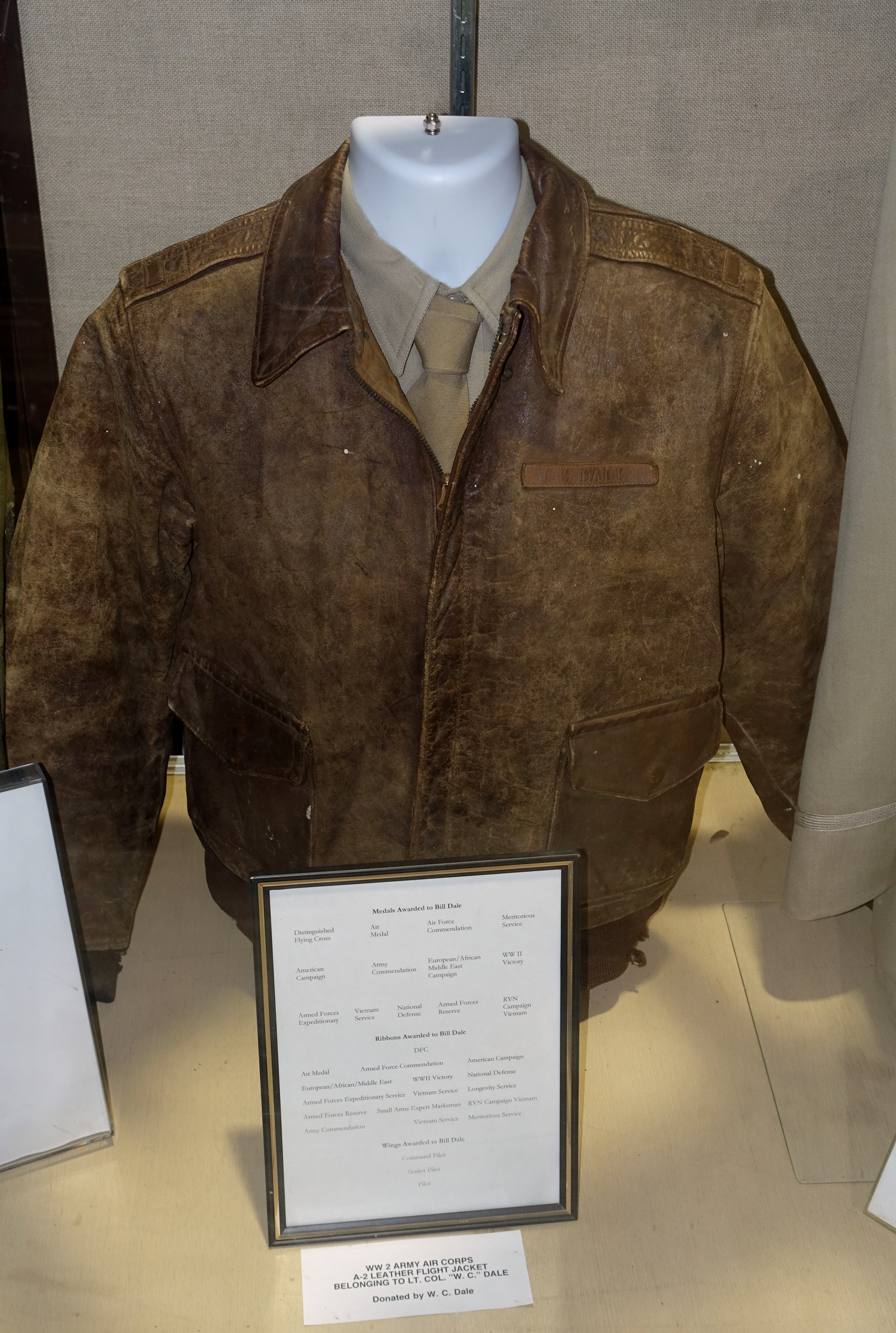
A2ジャケット

実際の仕様は製作した会社によってわずかに異なる。また一つの製作会社における契約の中でさえ、すべてのA-2ジャケットにはいくつか際立った特徴がある。両脇のドットボタン式のフラップがついたポケットにはハンドウォーマーが付けられていない。その理由は、ポケットに手を突っ込むことは、軍人の仕種として不適当であったためである。シャツスタイルのスナップダウン形式の襟、肩章、編んだ袖口と腰帯、衣服にかかる張力を制限するために一枚革で作られた後ろ身頃などがある。第二次大戦前は襟は、ワイシャツのように、台襟付きの型紙だったが、台襟無しの型紙に変更された。しかしラフウェア社とペリー社は、製作にあたり、ずっと台襟仕様の型紙を使い続けた。
戦前から戦時中に作られた、大部分のA-2はベジタブルタンニングまたはベジタブルとクロムの混合なめしによる馬革で製造されたが一部のA-2はヤギ革（海軍のG-1ジャケットのように）や牛革（同じような仕上げで色付けされると、これは馬のなめし革の製品と類別するのが非常に難しくなりうる）から製造された。スピーワック社とドニガー社製の全てのジャケットはヤギ革から作られた。またケーブル・レインコート社、J.A.デュボウ社、ブロンコ社、ペリー社とラフウェア社製品にも例がある。
戦時に供給されたA-2ジャケットは、広範囲で多彩な色展開で作製されたが、大別すると2種類ある。アザラシの色・シール（ほとんど黒から暗褐色）およびラセット（赤褐色からミディアムブラウン）である。大部分のシール色のジャケットは、戦時中に摩耗と退色を防ぐためラセットから再染色されており、いくつかの契約では、航空用皮革21996のように、当初からすぐにシール色に染められた。一般的に最初のニットの袖口は地の革の色にぴったり合うかそこそこ適合したが、例外もあり、航空用皮革の錆びた赤色に、暗褐色の袖口ニットという組合せの製品も存在する。
ジッパーは鉄または真鍮で製造され、また少数がメッキされたニッケル製だった。名の知られたジッパー供給元はタロン社、クラウン社、コンマー社とクウィック社であり、中でも戦時のA-2生産については大多数のジッパーをタロン社が供給した。
現代のような大きい着心地のジャケットと異なり、原型のA-2の外観は、今日の我々には、むしろ締まった着心地のジャケットである。また、当時の写真と映画では、体に良く適って着用されているジャケットが示されている。これはきつめに外見が見えるか、または少々大きめのサイズで、体型に不似合いである。これは原型のA-2が、当時の痩せ型の男性に適合するよう作られており、現代の男性の着用には肩がきっちりと合いすぎるようである。これは、特に戦前に契約された衣類、例えば1933年のウェーバーと、1938年および1940年の航空用皮革にあてはまる。当時の写真と映画からは、通常、A-2はシャツ、もしくはシャツと航空服の上に着用されていた。航空兵は、冬期の作戦または高高度の任務では、通常ムートンレザーのジャケットか、電熱航空服に着替えた。

## 製造会社
| 契約書          | 注文      | 日付           | 量     | サプライヤー                                        |
| --------------- | --------- | -------------- | ------ | --------------------------------------------------- |
|                 | 31-1897   |                | 25     | P. Goldsmith Sons Co.                               |
|                 | 32-485    |                | 1,666  | Security Sportswear Co. (Aviation Togs)             |
|                 | 32-6225   |                | 600    | Werber Leather Coat Co., Inc.                       |
|                 | 33-1729   |                | 未詳   | Werber Leather Coat Co., Inc.                       |
| W535 A.C.-6213  | 34-518P   | 1933年9月5日   | 未詳   | Werber Leather Coat Co., Inc.                       |
| W535 A.C.-8004  | 36-1112P  | 1935年9月13日  | 550    | Werber Leather Coat Co., Inc.                       |
| W535 A.C.-9193  | 37-1119P  | 1936年9月11日  | 未詳   | Werber Leather Coat Co., Inc.                       |
|                 | 37-3061P  |                | 未詳   | Aero Clothing and Tanning Co.                       |
| W535 A.C.-9709  | 37-3891P  | 1937年3月3日   | 375    | H.L.B. Corp.                                        |
| W535 A.C.-10490 | 38-1711P  | 1937年10月26日 | 1,500  | Aero Leather Clothing Co., Inc.                     |
| W535 A.C.-12091 | 39-2951P  | 1939年1月9日   | 1,250  | Werber Sportswear Co.                               |
| W535 A.C.-13911 | 40-3785P  | 1939年12月18日 | 3,500  | Aero Leather Clothing Co., Inc.                     |
| W535 A.C.-16159 |           | 1940年11月2日  | 9,700  | Rough Wear Clothing Co.                             |
| W535 A.C.-16160 |           | 1940年11月1日  | 4,500  | Aero Leather Clothing Co., Inc.                     |
| W535 A.C.-18091 |           | 1941年3月6日   | 17,628 | Rough Wear Clothing Co.                             |
| W535 A.C.-20958 | 42-1401P  | 1941年8月8日   | 30,000 | Rough Wear Clothing Co.                             |
| W535 A.C.-20959 | 42-1402P  | 1941年8月8日   | 7,000  | Werber Sportswear Co.                               |
| W535 A.C.-20960 | 42-1403P  | 1941年8月8日   | 13,000 | J.A. Dubow Mfg. Co.                                 |
| W535 A.C.-21035 | 42-1671P  | 1941年8月15日  | 未詳   | Rough Wear Clothing Co.                             |
| W535 A.C.-21996 |           | 1941年10月14日 | 25,000 | Aero Leather Clothing Co., Inc.                     |
| W535 A.C.-23377 |           | 1941年12月31日 | 20,000 | Perry Sportswear Inc.                               |
| W535 A.C.-23378 |           | 1941年12月26日 | 15,000 | Monarch Mfg. Co.                                    |
| W535 A.C.-23379 |           | 1941年12月26日 | 10,000 | J.A. Dubow Mfg. Co.                                 |
| W535 A.C.-23380 |           | 1941年12月26日 | 12,000 | Rough Wear Clothing Co.                             |
| W535 A.C.-23381 |           | 1942年1月5日   | 5,000  | Cooper Sportswear Mfg. Co.                          |
| W535 A.C.-23382 |           | 1942年12月29日 | 10,000 | Cable Raincoat Co.                                  |
| W535 A.C.-23383 |           | 1942年12月22日 | 8,000  | Fried, Ostermann Co. (符号なしのラベル)             |
| W535 A.C.-24759 | 42-10008P | 1942年1月19日  | 10,000 | Cable Raincoat Co.                                  |
| W535 A.C.-27435 | 42-15142P | 1942年3月28日  | 50,000 | Aero Leather Clothing Co., Inc.                     |
| W535 A.C.-27618 | 42-16175P | 1942年5月23日  | 50,000 | Perry Sportswear Inc.                               |
| W535 A.C.-27752 |           | 1942年4月27日  | 50,000 | Rough Wear Clothing Co.                             |
| W535 A.C.-27753 |           | 1942年4月29日  | 50,000 | Cable Raincoat Co. (符号なしのラベル)               |
| W535 A.C.-27798 |           | 1942年4月25日  | 50,000 | J.A. Dubow Mfg. Co.                                 |
| W535 A.C.-28557 | 42-18245P | 1942年5月18日  | 30,000 | Star Sportswear Mfg. Co.                            |
| W535 A.C.-28558 | 42-18246P | 1942年5月18日  | 10,000 | S.H. Knopf Mfg. Co. (符号なしのラベル)              |
| W535 A.C.-28560 | 42-18248P | 1942年5月18日  | 50,000 | Poughkeepsie Leather Coat Co.                       |
| W535 A.C.-28819 | 42-18775P | 1942年5月25日  | 50,000 | Aero Leather Clothing Co., Inc.                     |
| W535 A.C.-28820 | 42-18776P | 1942年5月18日  | 25,000 | I. Spiewak & Sons Co., Inc.                         |
| W535 A.C.-28821 | 42-18777P | 1942年5月18日  | 25,000 | United Sheeplined Clothing Co.                      |
| W535 A.C.-29191 | 42-19172P | 1942年5月18日  | 59,000 | Bronco Mfg. Corp.                                   |
| W535 A.C.-29971 | 42-21539P | 1942年6月9日   | 5,000  | David D. Doniger & Co. (符号付きと符号なしのラベル) |

| 契約              | 国             | 日付      | 量    | サプライヤー                                                |
| ----------------- | -------------- | --------- | ----- | ----------------------------------------------------------- |
| 10,776 Req. 18669 | オーストラリア | 1943年6月 | 3,132 | Simpsons Gloves Pty. Ltd., Vic. (V505 コード化されたラベル) |

| 契約書                    | 日付       | 量     | サプライヤー                             |
| ------------------------- | ---------- | ------ | ---------------------------------------- |
| W33-038 A.C.-1755 (11631) | 1943年12月 | 35,000 | J.A. Dubow Mfg. Co.                      |
| W33-038 A.C.-1756         | 1943年12月 | 25,000 | Perry Sportswear Inc. (符号なしのラベル) |
| W33-038 A.C.-1761         | 1943年12月 | 未詳   | Bronco Mfg. Corp.                        |

## 戦時の使用
A-2ジャケットは、基礎的な飛行訓練を終了し、もっと進んだ過程へ進む前の陸軍航空隊員に対して支給されていた。通常の支給方法ではなく、航空兵は様々なサイズのジャケットを収めた箱の前へ一列に並び、補給係将校が適したサイズのジャケットを交付した。
A-2は航空兵にとっては宝物であり、所属する部隊と同様、誇りをもって着用された。航空兵は様々な勤務先の基地を転進したため、しばしば戦隊パッチや階級章を加えたり外したりし、時折、飛行させた航空機の型式や、または飛行機に描きこんだノーズアートのコピーであるアートワークを入念に作りあげた。爆撃機搭乗員は、彼らのジャケットの右前身頃に、任務を完遂した数を示す小さな爆弾の印を加えた。その結果、所有者が部隊を変えたとき、様々なサイズのパッチが除去されたり置き替えられたため、多くのジャケットは幾多の針跡だらけになった。海軍の搭乗員はこれと異なり、今までに飛んだ戦隊の全てのパッチを付けられたが、アメリカ陸軍航空隊の勤務員は彼らの現在所属する任務のパッチしか縫い付けることができなかった。陸軍航空隊のエンブレムはよく左肩に縫い付けられ、塗られ、またはプリントによって表現された。特別な空軍（第五、第八）のような場合、しばしば右肩に表示された。
A-2はアメリカ陸軍航空隊の象徴であるにもかかわらず、1943年、H・H・アーノルド将軍はB-10およびB-15のような新型の布製防寒ジャケットを支持し、これ以上の革製ジャケットの製造契約をキャンセルした。言うまでもなくアーノルド将軍の航空兵に対する人気は、その決定によって改善されることがなかった。布製ジャケットへの移行の後であっても、既存の部隊はまだ代替用のA-2を発注でき、生産は1944年まで続行させられた。また搭乗員が流行の服を着続けるのを防ぐことはできなかった。数多くの写真では、朝鮮戦争で投入されたF-82ツインムスタングおよびF-86セイバーの搭乗員が、明確にオリジナルのA-2を着ており、それは10年前の支給品であるか、あるいはもっと新しいジャケットを彼らの現在のサイズに合わせたものであることを示している。
戦闘機パイロットはしばしばコックピットを暖房しておいたが、彼は戦闘に際してA-2をより素早く着ることができた。ジャケットの何着かには任務とする領域の地図が裏に縫い込まれていた。それは、うまくいけば撃墜された時にナビゲーションのために使われるはずだった。何着かのジャケット（有名なところでは、フライング・タイガース）は、裏または背中の外側に布、または革にプリントされた「ブラッドチット」を縫い付けた。これは撃墜された飛行士を助けた一般人に、特定の報酬を約束するものである。特定のヨーロッパ戦線の部隊では、戦闘機エースの特権は赤いシルクで内張りをすることだった。エースの称号は5機の空中戦果を確認した上で該当者に与えられた。
戦時の初期における写真では、全ての爆撃機搭乗員の外見がA-2着用であることを示しているが、爆撃機の達する高度では、それらはさほど役に立たなかった。いくつかの機種では、操縦士と副操縦士が、搭乗員の休憩時に原始的なキャビンを暖房し、航法士、爆撃手、銃手、無線手がA-2を着たままでいられるようにした。そして通常時には彼らは重いムートン製のB-3またはANJ4を（後にはB-9またはB-11パーカー）着こんだ。これは寒気に長時間耐えるにはより良い製品だった。当時の写真では、搭乗員に着用されたA-2は重ね着された衣類の下に着こまれており、気張らない写真では、集団の全ての階級にある搭乗員が、A-2を着ていることを示している。

## 戦争期に作られたジャケット
戦争を通じてA-2の認知度は高まり、これを求める要求も高まった。航空関係の乗務員や、飛行勤務に就いていない少数の選ばれた勤務者はA-2ジャケットを通常の入手経路から得ることができた。ダグラス・マッカーサーやジョージ・パットン、グレン・ミラーのような人々もこれを入手して着用した。小さな内職工房がすぐに現われ、特にイングランドにおいて、A-2型ジャケットが、これを手に入れられないGI（これには多数の空挺降下兵の部隊が含まれる）向けに作られた。陸軍は1943年中期に革のジャケットの新規購入を停止し、これは問題となった。失望した飛行士達は、より望ましくない布製ジャケットを着て戦争に赴かざるを得ず、また、彼らが損傷を負ったり失ったりしたA-2を取り替えることはできなくなった。その結果、第二次大戦時の飛行士によって着用された少数の戦時のジャケットは、確かに歴史的な価値あるものだが、元のAAFの仕様書に忠実な作りではなくなっている。

## 残存しているジャケット
オリジナルの戦時に作成されたA-2ジャケットは稀少であるが入手不可能ではない。1000着のうち10着が1931年から1944年（大部分は1942年から1943年）の間に作成されたもので、少数の古いストック品のジャケットが、1940年代後半のはるか後になってから出ている。A-2が標準のアメリカ陸軍航空隊軍の装備品ではなくなり、生産中止されたときの物である。このようなオリジナル製品の価値は幅ひろく、製品の状態、製品の来歴、パッチやアートワーク、またはサイズなどに価値がゆだねられている。
オリジナル製品の大部分は、今日通用しているサイズよりもかなり小さなサイズシステムを使用した。わずか3から4インチ（100mm）のゆるみが、胸サイズとしてタグで示された。言い換えると製造会社に従えば、原型の42のサイズは現代の40か38のサイズに近しい。原型の第二次世界大戦時のジャケットは、オークションにおいて800ドルから5,000ドルの値がつけられ、通常は1,000ドル程度で売られる。
国立米空軍博物館は、原型のA-2ジャケットのコレクションを保有する。このほとんどが空軍パイロットの家族によって寄付されている。50着を下らない数が、博物館中至る所で常設展示されており、これにはジェームス・スチュアート将軍のA-2のような、多くの歴史的なジャケットも含まれている（ラフ・ウェア社契約、42-1401）。一着のA-2はAVGフライング・タイガースのもので、もう一つは、真珠湾攻撃中に離陸していた数少ない航空兵の着用品の一つである。

## 現代空軍のA-2
1988年にアメリカ空軍は再びA-2を供給し始め、空軍内の関係者達の、「A-2ジャケットを再供給しよう。」という長年の努力は最終的に成功した。海軍がこれまでそのG-1革製飛行用ジャケットの供給を停止しなかった事実は、空軍操縦者と搭乗員の全ての世代が、彼らの海軍の戦友に対して、何も感じずにいるのに失敗したことを意味した。その祖先が半世紀前存在したように、現在も供給されるA-2ジャケットは、空軍パイロットとクルーの間にその居場所を保っている。
現代の空軍におけるA-2は、飛行機搭乗員の面々、および宇宙活動を行う人員の衣類として公認されている。彼らの任務と資格を完遂したものだけが、基本的な航空上の資格とは対照的に、着用を許可される。こういった必要条件は、空軍飛行士の間でさえこのジャケットを非常に重んじるものとした。
最後期のデザインは、いくつかの点で元の仕様書と異なっている。それはより大きめの着心地があり、素材はヤギ革のみ、ミディアム・シール・ブラウン色だけが生産される。（とはいえ多量のお古があり、ぴったり合うジャケットが未だに使われている。）
第二次世界大戦時の操縦士と異なり、現代の空軍操縦士は、彼らのA-2ジャケットを塗り直したり、どのような方法であっても外観を変更するのを許可されていない。この公式の方針は、塗料が可燃性で、火事の危険を引き起こしかねないためである。現在、A-2に使用されるヤギ革は、特殊な難燃性の薬品でなめされる。最終的に搭乗員のネームタグは左前身頃の上に配置された。また主任務、アメリカ空軍司令部、もしくは戦闘部隊のコマンドシールドはマジックテープ仕様で右側に配された。第二次大戦当時からのものであるので、直接縫い付けられることはなかった。
1996年、クーパー・スポーツウェアー社は、ペンシルベニア州フィラデルフィアに所在する防衛兵站センター（DSCP）と、A-2ジャケットをより機能的で着心地を改善するよう再設計する契約を結んだ。サイドエントリーポケットがパッチポケットに追加され、内部に財布用のポケットが加わった。着心地に関しては、アームホールとチェストサイズを大きくした。また、首の部分の留め金も廃止された。こういった変更は、世界中の人気がある場所、たとえばトルコのポップスレザーや韓国の多くの店へ、以前からメンバー自身が持ち込んで行っていた。今やこうした修正は公式な供給品の一部となり、航空機の搭乗員自身が追加するものは「許可証」と他の裏身頃だけとなった。

## 複製品
家内産業が第二次大戦中のA-2ジャケットの需要を満たすべく登場したように、現在もそういったメーカーは未だに存在する。A-2はそのスタイルから全く逸脱しなかったため、生産は終わることは全く無かった。長期に渡り、それは原型である戦時のデザインと比較して、スタイルと正確さにおいて異なっていた。しかし、その外観は1950年代から1960年代の、著名な映画とテレビ番組のままだった。1970年代中期、いくつかの小さな会社では、オリジナル主義者も満足するような、可能な限り原型の、戦時のA-2に近づいた、非常に本物らしい複製品をデザインして製作することを開始した。戦時型の複製にあたり、しばしばオリジナルの解剖から「リバース・エンジニアリング」を通じて知識を得て、正しく選ばれた革、全てが綿糸、本物の第二次大戦時の在庫である古いタロンジッパーを使用し、彼らは価値あるオリジナルを痛める危険性なしに、毎日着られる戦時のジャケットを効果的に再現した。いくつかの生産会社は、特定の第二次大戦型A-2の生産が縮小されると、細部の詳細さのためならば遠方でも訪ねた。このような詳細さに対する対価は安くはなく、これらのジャケットは800ドル以上の価値がある。こうした最高品質の製品の製造会社には以下のようなものである。
- Eastman Leather Clothing （デボン、イギリス）
- Aero Leather Clothing （スコットランド）
- Buzz Rickson's （東京、日本）
- The Real McCoy's （日本）
- Good Wear Leather Coat Company （シアトル、ワシントン、アメリカ）

再現されたA-2は日本において最も人気があり、再現されたアメリカ物のビンテージ衣類のコレクター市場が存在する。それらの多くは限定版であり、西側諸国で受け入れられず、価格は最高で他国でのハイエンドな複製品の二倍はする。吊りあげられた値段と限定品の有効性が日本のコレクターにはプレステージ性を増幅させている。
通常の値段がつけられた（約200ドル以下）A-2ジャケットは、今日ではただ本物のスタイルに近いというだけのもので、下にゆったりした服を着用することを意図し、オーバーサイズの肩幅と袖をつけ、機能のない袖口とペンポケット、そして羊革のように柔らかい素材が使われている。今日アメリカ空軍で契約している、クーパー社のような製造会社が作るA-2は、より若者向けにウエストシェイプにカッティングされた型紙を使用し、一部の元操縦士たちは、もはや旧来のA-2が彼らの体型に合わないことを発見した。ギブソン&バーンズ社は、戦時オリジナルよりも、気前良く大きさを設定するという誠実な（正確でないものの）複製品で知られる。
L・L・ビーン市場では、一種のジャケットを「フライング・タイガー・ジャケット」と呼んでいるが、これはA-2の原型のデザインに近似させたもので、しかしサイズはもっと太った体型の男性に合わせており、同じく痩せた男性にも合わせられる。これらのジャケットは、クーパー社や、他の普通の大きさのA-2が、サイズに合わず見つけられない人々は重宝している。
もしクーパーA社のA-2が、あまりに肩幅が大きく、あまりにウエストがきつければ、フライング・タイガーのジャケットはよく合うかもしれない。これはヤギ革でできており、裏身頃にはアセテートレーヨンのサテン織布地が使用されている。
これは編んだ袖口と腰帯びがつけられ、防風用に革の比翼がジッパー部分を隠している。パッチポケットの上部にスナップボタンのフラップがついている。更に、手の温められるポケットが追加されている。またフリース製裏身頃の、断熱されたバージョン（レーヨン製裏身頃のものと同様に）も購入できる。これらのジャケットはヤギ革で作られ、耐水性も有する。
アヴィレックスはA-2ジャケットの復刻版を製造するため1975年に設立された。ニール・クーパーUSA（近年、オハイオに拠点を置くU.Sウイングスに買収された）は、第二次大戦時にあったクーパー・スポーツウェアー社と同じ会社ではない。ただ、ニール・クーパーの祖父は初期の会社を率いていた。また二つの会社はそれぞれ、当時、アメリカ軍にA-2ジャケットを供給するという契約を結んでいた。
1990年代に活動していたウィリス&ガイガー・アウトフィッターズは現在消滅しているが、オリジナルの1930-31 A-2を供給したという売り文句にクレームがついた。これは陸軍航空隊軍とこの会社で契約が結ばれた事実が発見できず、またこの会社はオリジナルのA-2を持っていなかったことによる。ただしウィリス&ガイガー社は、第二次世界大戦当時、海軍にかなりの量の飛行用ジャケットを供給している。
初心者のコレクターは、第二次世界大戦時にオリジナルのA-2を供給したというような、企業が歪めて宣伝するジャケットを買わないよう、情報に注意する必要がある。いくつかのハイエンドな複製品は驚くほど出来がよく、人工に加えられた若干の経年劣化、または時代を示す標章などに対し、コレクターは自分が潜在的に買っているものを確かめるように注意しなければならない。

## メディアにおける扱い
A-2ジャケットは多くの映画で見ることができ、P-51マスタングやコルト45口径オートマチックなどと同じように、アメリカの軍人を代表するものになった。グレゴリー・ペックやジョン・ウェインなど、歴史的な俳優はA-2を着用して大写しとなり、これらが有名になるのを助けることとなった。1950年代には、A-2はモーターサイクル用のジャケットへと役割を移し、これは急速に独特の様式へと変わることになった。テレビ番組『ハッピーデイズ』の中で、フォンジー役のヘンリー・ウィンクラーが着用したジャケットは、A-2ジャケットの派生型の一つである。1960年代から1970年代にかけ、A-2は大きな予算を組んだ第二次世界大戦の映画に再登場した。たとえば『大脱走』、『パットン大戦車軍団』や、人気のあったテレビシリーズ『ホーガンズ・ヒーローズ』でボブ・クレインが演じたホーガン大佐の衣装などに用いられた。これと同じジャケットは映画スタジオのコスチューム制作部で作られ、フランク・シナトラが映画『脱走特急』で着用した。『特攻野郎Aチーム』でドワイト・シュルツが演じた元パイロットのマードックは、独自のA-2ジャケットを着用した。これは背中に独特の虎柄を描き、さらに「DA NANG 1970」という文字を書き込んだものである。彼はこれを、番組の5シーズンを通して着用した。